# Nyékinca
Nyékinca (szerbül Nikinci / Никинци) település Szerbiában, a Vajdaság Szerémségi körzetének Ruma községében.
Egyéb elnevezése: Nyikinca, Nyékica, Nyék, Nikince, Nyékince. A Magyar helységnév-azonosító szótár (Lelkes György, Balassi kiadó, 1992) Nyékicát Nikinceként azonosítja.

## Története

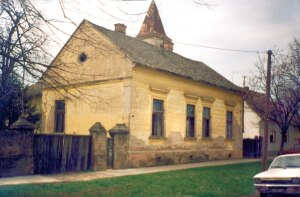
Nyékincai református parókia

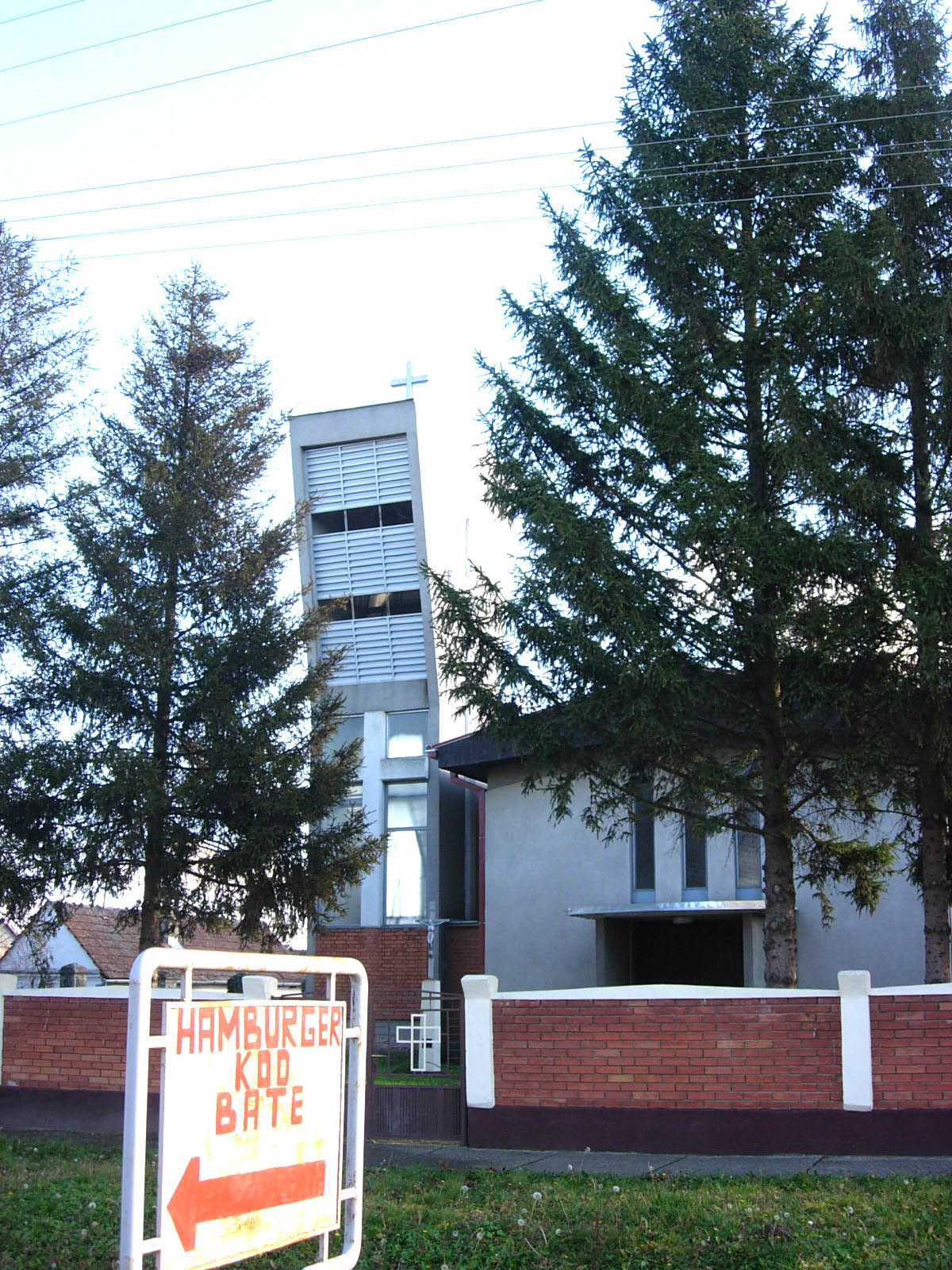
Katolikus templom

A falut mint katolikus egyházközösséget iratok 1332-ben említik először. A török pusztítását követően, a XVII. században azonban már csak szerbek lakták. Horvátok 1740-körül telepedtek be a községbe, majd a XIX. században, újabb csoportok csatlakoztak hozzájuk.
Az itt élő magyarok nagy része Kishegyesről és Temerinből vándorolt a faluba.
Az 1910-es népszámlálás idején 2005 lakosából 874 volt magyar (43,6%), 557 horvát (27,8%), 526 német (26,2%), 33 egyéb (zömében cigány, 1,6%) és 15 szerb (0,8%); ezzel Nyékinca volt a legmagyarabb települése a Rumai járásnak, és jellegzetes módon a szerb lakosság részaránya nem érte el az 1%-ot sem (a szomszédos Herkóca nemzetiségi összetétele volt valamelyest hasonló). Felekezeti megoszlása 1910-ben: 1880 római katolikus (93,8%), 73 református (3,6%), 32 görög keleti (1,6%), 12 evangélikus (0,6%), 8 zsidó (0,4%).

## Demográfiai változások
| 1948 | 1953 | 1961 | 1971 | 1981 | 1991 | 2002 |
| ---- | ---- | ---- | ---- | ---- | ---- | ---- |
| 2087 | 2201 | 2607 | 2244 | 2425 | 2266 | 2216 |

## Magyar szervezetek
- Petőfi Sándor Magyar Művelődési Egyesület (alapítás éve : 2002)

22422 Nyékinca, Vasút utca 7. (Ulica Železnička 7)
Az intézmény vezetője: Hegedűs János. Vezetőhelyettes: Csincsák Zorán

## Külső hivatkozások
- Nyékinca története